# Podlaudanka
Podlaudanka – część miasta Wisaginia na Litwie, w okręgu uciańskim, w rejonie jezioroskim, w starostwie Turmont.
Dawny zaścianek.

## Historia
W czasach zaborów zaścianek w granicach Imperium Rosyjskiego.
W dwudziestoleciu międzywojennym wieś a następnie zaścianek leżał w Polsce, w województwie nowogródzkim (od 1926 w województwie wileńskim), w powiecie brasławskim, w gminie Smołwy.
W 1931 w 3 domach zamieszkiwało 13 osób.